# Rodrigo Vergilio
Rodrigo Vergilio (Pederneiras, 13 april 1983), ook wel kortweg Careca genoemd, is een Braziliaans voetballer.